# Люботинь-Кольонія
Люботинь-Кольонія (пол. Lubotyń-Kolonia) — село в Польщі, у гміні Старий Люботинь Островського повіту Мазовецького воєводства.
Населення — 153 особи (2011).
У 1975-1998 роках село належало до Остроленцького воєводства.

## Демографія
Демографічна структура станом на 31 березня 2011 року:
|          | Загалом | Допрацездатний вік | Працездатний вік | Постпрацездатний вік |
| -------- | ------- | ------------------ | ---------------- | -------------------- |
| Чоловіки | 79      | 22                 | 47               | 10                   |
| Жінки    | 74      | 21                 | 38               | 15                   |
| Разом    | 153     | 43                 | 85               | 25                   |